# Station Ploërmel
Station Ploërmel is een spoorwegstation in de Franse gemeente Ploërmel (Morbihan). Het station is gesloten. Het diende zowel voor reizigers- als voor goederenvervoer.
In het hoofdgebouw is een opleidingsinstituut gevestigd voor mensen die juwelier of edelsmid willen worden.

## Geschiedenis
Het station opende in 1881 en had toen enkel een verbinding met Questembert. Deze treinreis duurde toen ongeveer een uur. In 1884 werd de spoorlijn doorgetrokken tot La Brohinière (Montauban-de-Bretagne). Ook Loyat en Mauron lagen op deze lijn en kregen zo een spoorverbinding met Ploërmel. Via Montauban-de-Bretagne kregen de reizigers ook aansluiting op de spoorlijn Brest-Rennes-Parijs. 
Op 12 juni 1944 was het station het doelwit van een Amerikaanse luchtaanval, om te verhinderen dat van hieruit Duitse versterkingen naar het slagveld in Normandië zouden vertrekken.
Het station werd in 1991 gesloten.